# Effetto Barnett
L'effetto Barnett consiste nella magnetizzazione di un corpo ferromagnetico che ruota uniformemente intorno a un asse.
Fu scoperto nel 1909 da Samuel Jackson Barnett. Il suo opposto è l'effetto Einstein-de Haas in base al quale un corpo ferromagnetico sospeso, se magnetizzato, inizia a ruotare.
L'effetto Barnett può essere schematizzato nella seguente maniera; un oggetto scarico che ruota con una velocità angolare ω tende a magnetizzarsi spontaneamente, con una magnetizzazione:
{\displaystyle M={\frac {\chi \omega }{\gamma }}}
dove {\displaystyle \chi } è la suscettibilità e {\displaystyle \gamma } è il rapporto giromagnetico del materiale.
La magnetizzazione spontanea equivale a quella che sarebbe prodotta in un campione sottoposto a un campo magnetico {\displaystyle H_{Be}=\omega /\gamma =2m_{e}c\omega /e} chiamato campo equivalente di Barnett.